# Collegamento su wafer
Il collegamento su wafer, noto anche con l'espressione inglese wafer bonding, è una cosiddetta tecnologia di impacchettamento a livello di wafer (wafer-level packaging technology) per la fabbricazione di sistemi microelettromeccanici (microelectromechanical systems, MEMS), di sistemi nanoelettromeccanici (nanoelectromechanical systems, NEMS), di microelettronica e optoelettronica, che garantisce un incapsulamento meccanicamente stabile ed ermeticamente sigillato. Il diametro dei wafer varia da 100 mm a 200 mm (da 4 pollici a 8 pollici) per gli MEMS/NEMS e fino a 300 mm (12 pollici) per la produzione di dispositivi microelettronici.

## Generalità
Nei sistemi microelettromeccanici (MEMS) e nanoelettromeccanici (NEMS), il pacchetto o package è una parte importante del dispositivo. Esso migliora un funzionamento corretto e protegge le sensibili strutture interne dalle influenze ambientali quali temperatura, umidità, alta pressione e specie ossidanti. Perciò, la stabilità e l'affidabilità a lungo termine degli elementi funzionali, come pure una frazione significativa dei costi totali del dispositivo, dipendono direttamente dal processo di incapsulamento. In conclusione, il package deve soddisfare i seguenti requisiti:
- protezione contro le influenze ambientali
- dissipazione del calore
- integrazione di elementi con tecnologie diverse
- compatibilità con la periferia circostante
- mantenimento del flusso energetico e informativo.

## Tecniche
I metodi di collegamento comunemente utilizzati e sviluppati sono i seguenti:
- Termoadesivazione diretta
- Incollaggio al plasma
- Legame anodico
- Collegamento eutettico
- Incollaggio mediante fritta di vetro
- Legame adesivo
- Incollaggio per termocompressione
- Legame reattivo.

## Requisiti
Il collegamento dei wafer richiede specifiche condizioni ambientali che possono essere generalmente definite come segue:
1. superficie del substrato
  - piattezza
  - levigatezza
  - pulizia
2. ambiente del collegamento
  - temperatura di legame
  - pressione ambientale
  - forza applicata
3. materiali
  - materiali del substrato
  - materiali degli strati intermedi.

Il legame effettivo è un'interazione di tutte queste condizioni e requisiti. Quindi, la tecnologia applicata deve essere scelta rispetto al substrato presente e alle specifiche definite, come temperatura max sopportabile, pressione meccanica o atmosfera gassosa desiderata.

## Valutazione
I wafer collegati sono caratterizzati allo scopo di valutare il rendimento di una tecnologia, la forza del collegamento e il livello di ermeticità, o per i dispositivi fabbricati o ai fini dello sviluppo di processo. Perciò, sono emersi diversi metodi per la caratterizzazione del legame. Da un lato si usano metodi ottici non distruttivi per trovare crepe o vuoti interfacciali accanto a tecniche distruttive per la valutazione della forza del legame, come le prove di tensione o di taglio. Dall'altro lato si sfruttano le proprietà peculiari di gas accuratamente selezionati o il comportamento vibratorio dipendente dalla pressione di microrisonatori per le prove di ermeticità.